# 시모아사쿠라촌
시모아사쿠라촌(下朝倉村)은 에히메현 오치군에 설치된 촌이다. 